# Tandy Radio Shack 1000 EX
Tandy Radio Shack 1000 EX (1000 EX) је кућни рачунар фирме Тенди (Tandy Radio Shack) који је почео да се производи у Сједињеним Америчким Државама током 1986. године.
Користио је Intel 8088 микропроцесорску јединицу а RAM меморија рачунара је имала капацитет од 256 KB (до 640 KB). 
Као оперативни систем кориштен је MS-DOS 2.11. DeskMate 2.0, GW Microsoft Basic су били укључени са системом.

## Детаљни подаци
Детаљнији подаци о рачунару 1000 EX су дати у табели испод.
|                       |                                                                                             |
| [ 1 ]                 |                                                                                             |
| Произвођач            | Тенди                                                                                       |
| Тип                   | кућни рачунар                                                                               |
| Меморија              | 256 (до 640 KB)                                                                             |
| Поријекло             | Сједињене Америчке Државе                                                                   |
| Година                | 1986                                                                                        |
| Тастатура             | Тастатура са пуним помаком тастера, 90 тастера, 12 функцијских тастера, нумеричка тастатура |
| Процесор              |                                                                                             |
| Фреквенција процесора | 4,77 / 7,16                                                                                 |
| RAM                   | 256 (до 640 KB)                                                                             |
| ROM                   | 16 KB                                                                                       |
| Текст                 | 80x25, 40x25                                                                                |
| Графика               | CGA/TGA, 160 x 200, 320 x 200, 640 x 200                                                    |
| Боја                  | 16 боја (8 боја највише у исто вријеме)                                                     |
| Звук                  | 3 гласа (8 октава) + 1 звучни канал                                                         |
| Димензије             | 19 фунти                                                                                    |
| Портови               |                                                                                             |
| Оперативни систем     | укључени са системом                                                                        |